# Pointe de Tierce
La pointe de Tierce (2 973 m) est un sommet secondaire des Alpes grées, en Savoie.

## Géographie
Il surplombe la vallée de la Maurienne au niveau de Bessans et se situe dans le prolongement de la pointe de Charbonnel, le point culminant des Alpes grées. À son sommet se trouve la chapelle de Tierce, accessible à pied depuis la vallée par un sentier abrupt.